# Линд, Лисси
Ли́сси Линд (нем. Lissy Lind, урожд. Лисси Крюгер (Lissy Krüger); 3 октября 1892, Дрезден — до октября 1938, Берлин) — немецкая актриса.

## Биография
Лисси Крюгер дебютировала на театральной сцене в Гере в 1908 году, впоследствии работала в Дрездене, Штеттине и Кёнигсберге, затем переехала в Берлин, где, начиная карьеру в кино, взяла себе псевдоним Линд.
В немом кино Линд исполнила много главных ролей, в особенности в фильмах мужа, режиссёра Зигфрида Филиппи. С 1921 года работала преимущественно в театре. После 1933 года лишилась работы из-за еврейского происхождения мужа. Возможно, покончила с собой.

## Фильмография
- 1912: Die Hohe Schule
- 1912: Der Schatten des Meeres
- 1913: Statistinnen des Lebens
- 1913: Der Theaterbrand
- 1913: Zurückerobert
- 1913: Narren der Liebe
- 1914: Ein seltsames Gemälde
- 1916: Der Schmuck der Herzogin
- 1916: Das Abenteuer einer Sängerin
- 1919: Zwischen Nacht und Morgen
- 1919: Tänzer in den Tod
- 1920: Das schleichende Gift
- 1920: Die Frau in den Wolken
- 1920: Mord… die Tragödie des Hauses Garrick
- 1920: Sinnesrausch
- 1921: Der Herr aus dem Zuchthaus
- 1921: Die schwarze Spinne
- 1922: Aus dem Schwarzbuche eines Polizeikommissars III / Betrogene Betrüger
- 1923: Esterella
- 1926: Мельница Сан-Суси — Die Mühle von Sanssouci